# Macrolobium amplexans
Macrolobium amplexans é uma espécie vegetal da família Fabaceae.
Apenas pode ser encontrada no Suriname.